# رجیس کاستنت
رجیس کاستنت (انگلیسی: Régis Castant؛ زادهٔ ۱۵ سپتامبر ۱۹۷۳) بازیکن فوتبال اهل فرانسه است.
از باشگاه‌هایی که در آن بازی کرده‌است می‌توان به باشگاه فوتبال بوردو اشاره کرد.